# Il ruvido e il liscio
Il ruvido e il liscio (The Rough and the Smooth) è un film del 1960 diretto da Robert Siodmak.
È un film drammatico britannico con William Bendix, Tony Britton e Nadia Tiller, basato sul romanzo del 1951 The Rough and the Smooth di Robin Maugham.

## Trama
Tony Watson, giovane archeologo, è fidanzato con la nipote di un facoltoso imprenditore che deve finanziare una sua spedizione scientifica. La sera della festa di fidanzamento, Tony viene attratto da una misteriosa donna. I due si rivedono in seguito, Tony scopre che la donna è Ila Hansen, una tedesca con alle spalle un passato drammatico (un amico di famiglia aveva abusato di lei quando era ancora adolescente). Ila esercita su di lui uno strano fascino e tra i due nasce una relazione tale da indurre Tony a rompere il fidanzamento e a compromettere la sua attività professionale.
Tony viene a sapere che Ila vive con un uomo, ma lei glielo presenta come il suo principale e tra i due nasce anche una certa amicizia. È talmente infatuato da non tenere conto di indizi che dovrebbero farlo dubitare della buona fede della donna, come ad esempio quando lei gli chiede in prestito una forte somma di denaro adducendo una scusa assurda. Il suicidio del "principale" e la successiva scoperta della presenza di un altro uomo nella vita di Ila destano però uno scandalo: Tony finalmente apre gli occhi, si avvede del suo errore e torna dalla fidanzata chiedendole perdono. Ila cerca ancora di approfittare della situazione ricattando la ragazza, ma Tony riesce a neutralizzare la minaccia.

## Produzione
Il film, diretto da Robert Siodmak su una sceneggiatura di Audrey Erskine-Lindop e Dudley Leslie con il soggetto di Robin Maugham (autore del romanzo), fu prodotto da George Minter tramite la George Minter Productions.

## Distribuzione
Il film fu distribuito con il titolo The Rough and the Smooth nel Regno Unito nell'ottobre del 1960 (première a Londra) al cinema dalla Renown Pictures Corporation.
Altre distribuzioni:
- in Finlandia il 26 febbraio 1960 (Raakaa ja hellää)
- in Danimarca il 14 giugno 1960 (Råt for usødet)
- negli Stati Uniti il 6 dicembre 1961 (Portrait of a Sinner)
- in Germania Ovest (Das Bittere und das Süße)
- in Austria (Das bittere und das Süsse)
- in Grecia (Epanastatimeni sarka)
- in Brasile (Retrato de uma Pecadora)
- in Italia (Il ruvido e il liscio)

## Critica
Secondo il Morandini il film "è un film d'andazzo" che può vantare comunque una ottima interpretazione della Tiller magistralmente diretta.

## Promozione
Le tagline sono:
- ""I am the image of evil...only when you are with me...can you feel alive..."".
- ""Only when you are with me...can you feel alive...I promise you everything except tomorrow."".
- "A bold motion picture about bold people the shockingly adult film of the year!".